# Bislett Games 2015
Navigation
Édition précédente Édition suivante
Le  meeting des Bislett Games 2015 se déroule le 11 juin 2015 au Bislett stadion d'Oslo, en Norvège. Il s'agit de la sixième étape de la Ligue de diamant 2015.

## Résultats

### Hommes
| Épreuve          | Vainqueur                            | Second                            | Troisième                             |
| ---------------- | ------------------------------------ | --------------------------------- | ------------------------------------- |
| 200 m            | Christophe Lemaitre 20 s 21 (SB)     | Anaso Jobodwana 20 s 39           | Richard Kilty 20 s 54                 |
| 400 m            | Steven Gardiner 44 s 64 (PB)         | Matthew Hudson-Smith 45 s 09 (SB) | Pavel Maslak 45 s 39 (SB)             |
| Mile             | Asbel Kiprop 3 min 51 s 45           | Silas Kiplagat 3 min 51 s 72 (SB) | Pieter-Jan Hannes 3 min 51 s 87 (NR)  |
| 3 000 m steeple  | Jairus Kipchoge Birech 8 min 05 s 63 | Conseslus Kipruto 8 min 11 s 92   | Paul Kipsiele Koech 8 min 12 s 20     |
| Saut en longueur | Greg Rutherford 8,25 m               | Michael Hartfield 8,04 m          | Aleksandr Menkov 8,00 m               |
| Saut en hauteur  | Zhang Guowei 2,36 m                  | Marco Fassinotti 2,33 m (NR)      | Mutaz Essa Barshim Erik Kynard 2,33 m |
| Lancer du disque | Robert Urbanek 63,85 m               | Erik Cadée 62,32 m                | Piotr Małachowski 62,32 m             |

### Femmes
| Épreuve           | Vainqueur                       | Seconde                                  | Troisième                            |
| ----------------- | ------------------------------- | ---------------------------------------- | ------------------------------------ |
| 100 m             | Murielle Ahouré 11 s 03         | Veronica Campbell-Brown 11 s 08 (SB)     | Rosângela Santos 11 s 27             |
| 1 500 m           | Laura Muir 4 min 00 s 39 (SB)   | Faith Chepngetich Kipyegon 4 min 00 s 94 | Dawit Seyaum 4 min 02 s 90           |
| 5 000 m           | Genzebe Dibaba 14 min 21 s 29   | Senbere Teferi 14 min 38 s 57 (PB)       | Viola Jelagat Kibiwot 14 min 40 s 43 |
| 100 m haies       | Jasmin Stowers 12 s 84          | Brianna Rollins 12 s 84                  | Queen Harrison 13 s 02               |
| 400 m haies       | Kaliese Spencer 54 s 15 (WL)    | Georganne Moline 54 s 29 (SB)            | Zuzana Hejnova 55 s 14               |
| Triple saut       | Caterine Ibargüen 14,68 m       | Gabriela Petrova 14,57 m                 | Olha Saladuha 14,46 m                |
| Lancer du poids   | Christina Schwanitz 20,14 m     | Michelle Carter 19,20 m                  | Brittany Smith 18,93 m               |
| Lancer du javelot | Marharyta Dorozhon 64,56 m (NR) | Sunette Viljoen 64,36 m                  | Barbora Špotáková 64,10 m (SB)       |

## Légende
Records et Performances
- AR : Record continental (area record)
- CR : Record des championnats (championship record)
- MR : Record du meeting (meet record)
- NR : Record national (national record)
- OR : Record olympique (olympic record)
- PR : Record paralympique (paralympic record)
- PB : Record personnel (personal best)
- SB : Meilleure performance personnelle de la saison (season's best)
- WL : Meilleure performance mondiale de l'année (world leader)
- WJR : Record du monde junior (world junior record)
- WR : Record du monde (world record)

Circonstances et Conditions
- DNF : N'a pas terminé (did not finish)
- DNS : N'a pas pris le départ (did not start)
- DQ : Disqualification (disqualification)
- NM : Aucun essai valable enregistré (No Mark)
- Q : Qualifié « directement » au prochain tour (ou à la prochaine compétition), lors d'une compétition majeure, grâce au classement ou à la réalisation des minima (automatic qualifier)
- q : Qualifié au prochain tour (ou à la prochaine compétition), lors d'une compétition majeure, grâce au repêchage ou à la réalisation de l'une des meilleures performances parmi celles des « non qualifiés directement » (grâce au meilleur temps ou à la meilleure distance par exemple) (secondary qualifier)